# مارك جونز (لاعب اتحاد الرغبي)
مارك جونز (بالإنجليزية: Marc Jones)‏ هو لاعب اتحاد الرغبي بريطاني، ولد في 3 أبريل 1987 في Pontypridd ‏ في المملكة المتحدة.